# Max Kowalski
Max Kowalski (* 10. August 1882 in Kowal, Russisch-Polen; † 4. Juni 1956 in London) war ein deutsch-britischer Komponist, Sänger, Gesangslehrer und Rechtsanwalt.

## Leben
Max Kowalski wurde als Sohn des jüdischen Kantors und Lehrers Abraham Kowalski und dessen Frau Bertha Kowalski, geb. Rosenthal, in Kowal in Russisch-Polen geboren. Ein Jahr später übersiedelte die Familie nach Deutschland und lebte zunächst in Ballenstedt und seit 1894 (oder 1895) in Frankfurt am Main. Nach dem Abitur am Lessing-Gymnasium studierte Max Kowalski Jura an den Universitäten Heidelberg, Berlin und Marburg und wurde 1906 an der Universität Marburg mit einer Arbeit über „Die Naturobligation“ promoviert. Seit 1909 studierte er Gesang bei Alexander Heinemann in Berlin und Komposition bei Bernhard Sekles in Frankfurt am Main.
Von 1909 bis 1938 arbeitete er als Rechtsanwalt und war eine anerkannte Autorität auf dem Gebiet des Urheberrechts. 1924 wurde er auch Notar. So vertrat er beispielsweise 1930 Arnold Schönberg bei einem Rechtsstreit mit der Frankfurter Oper anlässlich der Aufführung von Schönbergs Oper Von heute auf morgen.
1910 heiratete er in Frankfurt am Main Anna Rosalie Meyer (1887–1938), 1922 wurde die gemeinsame Tochter Vera geboren.
Nach der Machtergreifung der Nationalsozialisten wurde ihm 1933 als Jude das Notariat entzogen. Als „Altanwalt“ durfte er zunächst noch als Rechtsanwalt arbeiten, bevor er 1938 Berufsverbot erhielt. Am 11. November 1938 wurde Kowalski, nachdem ihm zuvor bereits die Anwaltslizenz entzogen worden war, als Folgeaktion der Reichspogromnacht verhaftet und ins KZ Buchenwald deportiert (Häftlingsnummer 21.609). Zweck dieser Aktion war es, inhaftierte Juden zur Auswanderung zu erpressen, um so deren Vermögen konfiszieren zu können. In diesem Sinne wurde Kowalski am 27. November 1938 als Nr. 195 zusammen mit 445 jüdischen Häftlingen entlassen.
Im März 1939 ging Kowalski mit seiner Tochter Vera ins Exil nach London. Obwohl auch seine Frau Anna Kowalski Einwanderungspapiere für Großbritannien besaß, hatte sie sich am 25. Oktober 1938 das Leben genommen (sie war 1937 zunächst im Gefängnis Preungesheim inhaftiert gewesen, anschließend in den KZs Moringen, Lichtenburg und Ravensbrück).
Unter schwierigen Lebensumständen verdiente sich Max Kowalski in London seinen Lebensunterhalt als Klavierstimmer, Synagogensänger und Gesangslehrer. In Großbritannien war er in zweiter Ehe mit der aus Posen bzw. Berlin stammenden Gertrud Remak verheiratet, die zwei Kinder mit in die Ehe brachte.

## Liedschaffen und Sänger
Das Œuvre von Max Kowalski umfasst neben den Zwei Klavierstücken op. 6 siebzehn veröffentlichte und mindestens weitere siebzehn unveröffentlichte Liederzyklen. Er vertonte europäische wie außereuropäische Dichter (Auswahl): Li Tai Po, Hafis, Omar Chajjam, Johann Wolfgang Goethe, Friedrich Hölderlin, Heinrich Heine, Conrad Ferdinand Meyer, Martin Greif, Friedrich Nietzsche, Paul Verlaine, Rainer Maria Rilke, Hermann Hesse und Klabund. Vorlage seiner Vertonungen waren ferner jüdische Gedichte, Gedichtsammlungen aus Japan, Indien und Gedichte aus dem arabischen Raum.
Die Lieder von Max Kowalski wurden von den großen Sängern seiner Zeit aufgeführt: vor dem Zweiten Weltkrieg u. a. von Paul Bender, Heinrich Rehkemper, Heinrich Schlusnus, Leo Schützendorf und Joseph Schwarz, nach 1945 u. a. von Alexander Kipnis, Albert Fischer, Hans Hotter, Emmy Krüger, Karin Bransell und Wolfgang Holzmair.

## Lieder (Auswahl)

### Publizierte
- op. 1: Sechs Lieder (1913), Simrock
- op. 2: Die Sonne sinkt. Drei Gedichte von Friedrich Nietzsche (1913), Simrock
- op. 3: Sechs Gesänge (1913), Simrock
- op. 4: Zwölf Gedichte aus Pierrot Lunaire (1913), Simrock
- op. 5: Drei Lieder auf Gedichte von Martin Greif (1915), Simrock
- op. 6: Zwei Klavierstücke (1913), Simrock
- op. 7: Drei Balladen von Conrad Ferdinand Meyer (1914), Leuckart
- op. 8: Drei Gedichte von Martin Greif (1914), Leuckart
- op. 9: Vier Lieder verschiedener Dichter (1916), Simrock
- op. 10: Sechs Lieder auf alte Gedichte (1914), Simrock
- op. 11: Sechs Lieder aus dem Rokoko (1921), Simrock
- op. 12: Fünf Marienlieder (1927), Leuckart
- op. 13: Sechs Gedichte von Verlaine (1928), Leuckart
- op. 14: Fünf Gedichte von Hermann Hesse (1931), Zimmerman
- op. 15: Sechs Gedichte von Klabund (1930), Zimmerman
- op. 16: Fünf Lieder verschiedener Dichter (1931), Leuckart
- op. 17: Sechs Lieder aus dem west-östlichen Divan von Goethe (1934), Universal
- op. 24: Sechs Heine-Lieder (1937), Schott Music
- op. 29: Sechs Lieder (Hölderlin) (1950), Schott Music
- op. 31: Sieben Geisha-Lieder (1951), Schott Music

Zahlreiche Lieder Max Kowalskis sind im Verlag „Recital Publications“ in Huntsville, Texas, erschienen.

### Nicht publizierte
- op. 18: Sieben Gedichte von Hafiz (1933)
- op. 19: Japanischer Frühling (10 Lieder) (1934–38)
- op. 20: Vier zusätzliche Lieder (japanische Verse) (1934–37)
- op. 21: Fünf jüdische Lieder (1935–37)
- op. 22: Drei zusätzliche jüdische Lieder (1935–37)
- op. 23: Zwölf Kinderlieder (1936)
- op. 25: Zwölf Lieder von Li Tai Po (1938–39)
- op. 26: Ein Liederzyklus von Omar Khayyam (1941)
- o. op.: Lied für hohe Stimme und Klavier „Ihre Locken“ (1947)[1]
- op. 27: Acht Lieder (Hafiz) (1948)
- op. 28: Sieben Lieder (Meyer) (1949)
- op. 30: Sieben Lieder (Rilke) (1951)
- op. 32: Sechs Lieder auf indische Gedichte (1951–52)
- op. 33: Fünf Lieder (George) (1952)
- op. 34: Sechs Lieder auf arabische Gedichte (1953–54)

## Diskografie
- Max Kowalski: 7 Lieder nach Texten von Conrad Ferdinand Meyer. Otto von Rohr (Bass), Wolfgang Rudolf (Klavier). Undefined Tone Recording Co., 160 West 73rd St., New York, 12" LP, o. J.
- Max Kowalski: Sieben Lieder nach Rilke. Willy Berling (Bariton), Walter Faith (Klavier). Undefined Tone Recording Co., 160 West 73rd St., New York, 12" LP, o. J.
- Max Kowalski: Pierrot-Lieder. Hans Hotter (Bassbariton), Michael Raucheisen (Klavier). Undefined Tone Recording Co., 160 West 73rd St., New York, 12" LP, o. J.
- Max Kowalski: 5 Lieder nach Hölderlin. Otto von Rohr (Bass), Wolfgang Rudolf (Klavier). Undefined Tone Recording Co., 160 West 73rd St., New York, 10" LP, o. J.
- A Clown Behind the Masques of Music. Eine Auswahl von vier verschiedenen Vertonungen von sieben Gedichten aus „Pierot lunaire“. Darin u. a.: Max Kowalski, Auswahl aus op. 4, mit Edith Urbanczyk (Mezzosopran) und Dunja Robotti (Klavier). Musicaphon, B00005LZS0, Juni 2001.
- Symposium Opera Collection 10: Paul Bender Sings. Aufnahmen von 1907 bis 1933. Darin u. a.: Max Kowalski, Pierrot Lunaire op. 4, Nr. 2 Raub, Nr. 4 Der Dandy, Nr. 10 Die Laterne. April 2003.
- Lieder nach Gedichten von Stefan Zweig. Darin u. a.: Max Kowalski, Mondschein op. 13 Nr. 6 (Stefan Zweig nach Paul Verlaine), 1928. Produktion der Internationalen Stefan Zweig Gesellschaft und der Universität Mozarteum Salzburg 2008.
- Max Kowalski: Lieder op. 1. Suzi More (Sopran), Angela Manso (Klavier). Lil Red Hen 2008.
- Max Kowalski: Lieder op. 2. Suzi More (Sopran), Kendell Kardt (Klavier). Lil Red Hen 2010.
- Max Kowalski: Fünf Marienlieder op. 12. Suzi More (Sopran), Angela Manso (Klavier). Lil Red Hen 2010.
- Max Kowalski: Lieder op. 16. Suzi More (Sopran), Angela Manso (Klavier). Lil Red Hen 2010.
- Max Kowalski: Lieder op. 3. Suzi More (Sopran), Kendell Kardt (Klavier). Lil Red Hen 2012.
- Max Kowalski: Lieder op. 5. Suzi More (Sopran), Victoria Griswold (Klavier). Lil Red Hen 2012.
- Max Kowalski: Gedichte aus Pierrot Lunaire op. 4. Suzi More (Sopran), Glenn Tiedemann (Klavier). Lil Red Hen 2013.
- Max Kowalski: Lieder op. 8. Suzi More (Sopran), Victoria Griswold (Klavier). Lil Red Hen 2013.
- Max Kowalski: Sechs Liebeslieder aus dem Rokoko op. 11. D.J. Abbamont (Sopran), Glenn Tiedemann (Klavier). Lil Red Hen 2013.
- Max Kowalski: Lieder op. 9. Suzi More (Sopran), Victoria Griswold (Klavier). Lil Red Hen 2014.
- Max Kowalski: Lieder op. 13. Suzi More (Sopran), Angela Manso (Klavier). Lil Red Hen 2014.
- Max Kowalski: Lieder op. 14. Suzi More (Sopran), Angela Manso (Klavier). Lil Red Hen 2014.
- Max Kowalski: Sechs Lieder auf alte Gedichte op. 10. Suzi More (Sopran), Angela Manso (Klavier). Lil Red Hen 2015.
- Max Kowalski: Lieder op. 15. Suzi More (Sopran), Glenn Tiedemann (Klavier). Lil Red Hen 2015.
- Max Kowalski: Lieder op. 17. Suzi More (Sopran), Glenn Tiedemann (Klavier). Lil Red Hen 2015.
- Songs of Max Kowalski. Mit Edward Rushton, Klavier, Simon Wallfisch, Bariton, und Camille Butcher, Sopran (Nimbus Records, 2023)